# Gil Stovall
William Gilbert "Gil" Stovall V (Tupelo (Mississippi), 3 juni 1986) is een Amerikaanse zwemmer. Hij vertegenwoordigde zijn vaderland op de Olympische Zomerspelen 2008 in Peking.

## Carrière
Tijdens de Amerikaanse Olympische Trials in Omaha, Nebraska eindigde Stovall als tweede op de 200 meter vlinderslag, door deze prestatie kwalificeerde hij zich voor de Spelen. In Peking werd de Amerikaan uitgeschakeld in de halve finales van de 200 meter vlinderslag.

## Internationale toernooien
| Jaar | Olympische Spelen   | WK langebaan | WK kortebaan  | PanPacs |
| ---- | ------------------- | ------------ | ------------- | ------- |
| 2008 | 9e 200m vlinderslag |              | geen deelname |         |

## Persoonlijke records
Bijgewerkt tot en met 4 juli 2008

### Langebaan
| Afstand          | Tijd    | Datum       | Plaats |
| ---------------- | ------- | ----------- | ------ |
| 100m vlinderslag | 51,86   | 4 juli 2008 | Omaha  |
| 200m vlinderslag | 1.53,86 | 2 juli 2008 | Omaha  |